# Mayumi Iizuka
Mayumi Iizuka (飯塚 雅弓, Iizuka Mayumi), född 3 januari 1977, är en japansk sångerska och röstskådespelare. Hon är anställd av företaget Tokuma Japan Communications.

## Röstroller (i urval)

### Anime
- Akahori Gedou Hour Rabuge (Anne Ante Hime [ep12-13])
- Asobotto Senki Gokū (Suzie)
- Buzzer Beater 2005 och 2007 (Eddie)
- Chance: Triangle Session (Akari Mizushima)
- Fancy Lala (Anna Nozaki)
- Fresh Pretty Cure! (Miyuki Chinen)
- Futari wa Pretty Cure (Yuka Odajima [ep16])
- Gate Keepers (Reiko Asagiri)
- Glass Mask 2005 (Mai Asou)
- Haunted Junction (Kagamiko)
- Heat Guy J (Rumi)
- I'm Gonna Be An Angel! (Miruru)
- Jing: King of Bandits (Stir)
- Kanon 2002 och 2006 (Makoto Sawatari)
- Kindaichi Case Files (Reika Hayami)
- Magic User's Club (Nanaka Nakatomi)
- Pokémon (Misty, Pippi, Pixie)
- Nagasarete Airantō (Panako)
- Om du lyssnar noga (Kinuyo)
- Princess Nine (Yoko Tokashiki)
- Shikabane Hime: Aka (Kun Osaki [ep4])
- Sorcerous Stabber Orphen (Cleao Everlasting)
- St. Luminous Mission High School (Noriko Kijima)
- Star Ocean EX (Rena Lanford)
- Tenchi in Tokyo (Sakuya Kumashiro)
- To Heart (Aoi Matsubara)
- Tokyo Underground (Rayon)
- UFO Ultramaiden Valkyrie (Raine)
- Violinist of Hameln (Flute)
- Virus Buster Serge (Erika Tinen)
- The Vision of Escaflowne (Yukari Uchida, Millerna Aston)
- Weiß Kreuz (Kaori)
- ×××HOLiC (Mie [ep13])
- You're Under Arrest! andra säsongen (Saori Saga)

### TV-spel
- Gate Keepers (Reiko Asagiri)
- Ace Attorney-serien (Mia Fey)
- Kanon (Makoto Sawatari)
- Marvel vs. Capcom 2: New Age of Heroes (Tron Bonne)
- The Misadventures of Tron Bonne (Tron Bonne)
- Namco × Capcom (Tron Bonne)
- One: Kagayaku Kisetsu e (Mizuka Nagamori)
- Mega Man Legends (Tron Bonne)
- Mega Man Legends 2 (Tron Bonne)
- Sorcerous Stabber Orphen (Cleao Everlasting)
- Super Robot Taisen OG Saga: Endless Frontier (Kyon Feulion, Koma)
- Super Smash Bros. Brawl (Jirachi)
- To Heart (Aoi Matsubara)
- True Love Story 2 (Sanae Miyama)

## Diskografi

### Singlar
1. Akuseru (アクセル), 1997
2. love letter, 1999
3. caress/place to be, 2000
4. My wish, 2000
5. Yasashi Migite (やさしい右手), 2002
6. Koi no Iro (恋の色), 2002
7. Kikaseteyo Kimi no Koe (聴かせてよ君の声), 2002
8. Pure♡, 2003
9. amulet, 2004
10. TRUST - Kimi to Aruku Mirai - (TRUST～君と歩く未来～), 2011

### Studioalbum
1. Kataomoi (かたおもい), 1997
2. Mint to Kuchibue (ミントと口笛), 1998
3. so loving, 1999
4. AERIS, 2000
5. Himawari (ひまわり), 2001
6. Niji no Saku Basho (虹の咲く場所), 2002
7. SMILE×SMILE, 2003 - Producerades av Tore Johansson
8. ∞infinity∞, 2004
9. mine, 2005
10. 10LOVE, 2006
11. Crystal Days, 2007
12. Stories, 2008
13. Fight!!, 2009
14. Kimi e... (君へ。。。), 2009

### Mini-album
1. Fly Ladybird fly, 1998
2. 23degrees。, 2004
3. Purezento (プレゼント), 2005

### Best Albums
1. berry best, 2001
2. BESTrawberry, 2005